# Sword Art Online: Integral Factor
Sword Art Online: Integral Factor es un juego de rol de  mundo abierto multijugador masivo en línea desarrollado por Bandai Namco Entertainment, lanzado en diciembre de 2017, y basado en la serie de anime y manga Sword Art Online.

## Sinopsis
Al igual que en la serie de anime, los jugadores juegan como protagonistas de la historia en el mismo entorno que los personajes del anime, quienes también participan en el viaje del jugador. El jugador debe aspirar a despejar los 100 pisos del Aincrad y subir de nivel a su avatar para aumentar su fuerza y habilidades. Los usuarios pueden unirse a otros jugadores de todo el mundo para hacer incursiones contra jefes y vencer a los jefes con éxito para llegar al siguiente piso de Aincrad.

### Trama
En el año 2022, se lanzó al mundo el primer juego VRMMO completo conocido como Sword Art Online, y solo 10 mil jugadores pudieron obtener una copia para ellos mismos. El día del lanzamiento del juego, los 10 mil jugadores terminan atrapados en el juego. El personaje del jugador, un beta tester, también queda atrapado en el juego, donde conocen a otro beta tester llamado Koharu, con quien jugaron durante la prueba y prometieron encontrarse en el juego completo. Sin darse cuenta de su situación, el jugador la ayuda a practicar sus habilidades en la batalla, antes de darse cuenta de que el botón de cierre de sesión falta en el menú del juego.
El jugador y Koharu se ven obligados a tomar tantos recursos como sea posible para sobrevivir y luchar hasta el piso 100 para despejar el juego, durante el cual todos los jugadores serán liberados del juego. Sin embargo, morir en el juego también significa morir en la vida real. Durante el viaje, el jugador se encuentra con varias personas que lo acompañan en su viaje a través del juego de la muerte.
Un manga corto revela que el jugador finalmente descubre que Koharu tiene mucho miedo de morir, por lo que se ofrecen como voluntarios para entrenarla y los dos mejoran sus estadísticas juntos. En poco tiempo, el protagonista conoce a un jugador llamado Sachi. Koharu le hace una promesa a Sachi, diciendo que sobrevivirá a una incursión del jefe en la que el grupo está a punto de participar.
Durante la incursión del jefe, el jugador lucha junto al líder del grupo, Diavel, así como a Kirito y Asuna, los principales protagonistas de la serie de anime original. Diavel intenta tomar el último ataque, pero no tiene éxito, lo que hace que el jugador lo proteja de los golpes mortales del jefe. Sobrevive y Kirito obtiene la última bonificación de ataque en su lugar, lo que hace que otros miembros del grupo de incursión lo acusen de ser un golpeador, o un probador beta y un tramposo en uno.
El resto de la historia continúa en el videojuego, que actualmente cubre los pisos 1-74. Sin embargo, los eventos de los pisos 15-19 no están cubiertos en el juego.

## Jugabilidad
Los jugadores luchan usando varios tipos diferentes de armas, que van desde espada, estoque, daga, maza, arco, hacha y lanza. Los jugadores también tienen acceso a poderosos ataques especiales conocidos como Sword Skills que se pueden activar después de que finaliza su período de enfriamiento. Los usuarios pueden equipar hasta cuatro habilidades con la espada y realizar esto con otros jugadores en rápida sucesión, lo que se conoce como Switch. Los usuarios pueden equipar estadísticas adicionales para ellos mediante el uso de habilidades o ampliamente conocidas como habilidades pasivas. Las habilidades se clasifican en rareza en función de su número de estrellas y se pueden obtener comprando pedidos en la tienda o como recompensas de misiones o eventos especiales. Los jugadores también pueden equipar pociones en sus ranuras de pociones para curarse durante la batalla. Los usuarios pueden equipar hasta 4 pociones diferentes a la vez.
Los usuarios intercambian la moneda del juego conocida como Col por artículos de la tienda. Sin embargo, también pueden gastar Arcana Gems en Arcana Gem Shop para obtener artículos y habilidades especiales, destacados o limitados. Las gemas arcana tienen más valor y son más difíciles de obtener, y generalmente se entregan como recompensas por los logros obtenidos. Además de matar monstruos o limpiar pisos, los usuarios también pueden ganar Col intercambiando elementos de eventos por él, pero el juego permite a los usuarios hacer esto solo en cantidades limitadas, la columna máxima que puede tener es 99 millones de cols.